# Karl Gustaf Bergström
Karl Gustaf Bergström, född 1 maj 1867 i Tjärstads socken, Östergötlands län,död där 22 januari 1942, var en svensk folkmusiker.

## Biografi
Bergström föddes 1 maj 1867 på Opphem i Tjärstads socken.  Han började spela fiol när han var åtta år. Bergström var under denna tiden mycket hos sin morbror Karl Strand (död på 1890-talet) i Skedevi socken, som var fiskare och spelman. Han lärde sig av honom att spela fiol. Bergström flyttade 1899 till Kvarntorp i Horns socken, Östergötland och kom där i kontakt med spelmannen Carl Gustaf Åstrand. De kom att spela mycket tillsammans och anlitades ofta till bröllop och andra evenemang. Bergström avled 22 januari 1942 i Tjärstads socken.

## Upptecknade låtar
- Vals i G-dur efter kantor Gustafsson i Kisa.[2]
- Gökpolska i D-dur efter sin mor.[2]
- Polska Hopp, jäklar i lull, jag skall supa mig full i G-dur efter Jon i Räckeskog. Bergström hörde låten första gången vid en dans på en loge när han var 8 år gammal.[2]
- Vals i G-dur efter Karl Strand.[2]
- Vals i D-dur.[2]
- Vals i D-dur.[2]